# Deceit (jeu vidéo)
Pour les articles homonymes, voir Deceit.
Deceit est un jeu vidéo de type tir à la première personne et survival horror, développé et édité par Automaton, sorti le 3 mars 2017 sur Windows (Steam).

## Trame
Deceit teste la capacité de bluff du joueur dans un jeu de tir à la 1re personne multijoueur. Le joueur se réveille dans une des cinq cartes jouables au son d’une voix inconnue, entourée de cinq autres personnes. Deux joueurs sont infectés au début de chaque partie et leur but est de tuer tous les joueurs innocents sans se faire identifier par ceux-ci. Les joueurs acquièrent des pouvoirs au fur et à mesure du jeu. Il faut trouver des alliés et compléter les objectifs sur la carte pour améliorer leurs chances de survie.

## Environnement
L’environnement est spécialement configuré pour provoquer des conflits au sein du groupe. Les personnes infectées tentent de dissimuler leurs tentatives de sabotage en groupe, tandis que les autres gardent un œil sur ce comportement suspect et tentent de joindre leurs forces à des personnes en qui elles ont confiance.
En progressant sur la carte, les joueurs rencontrent des objectifs qui les aide à survivre et à progresser vers la sortie. Cependant, ils doivent décider lequel est le plus important pour eux et décider de collaborer ou de se battre avec d’autres joueurs. Chaque décision donne aux joueurs plus d’informations et une indication sur l’équipe dans laquelle le joueur est susceptible de faire partie. Cependant, la perception de chaque action n'est pas nécessairement perçue comme une représentation juste de des intentions d’un joueur par rapport aux autres, car la vérité peut facilement être faussée.

## Infectés
Les infectés ont pour mission de tuer tous les survivants soit en les exécutant durant la nuit, (Voir le paragraphe Nuit) soit en créant un conflit dans l'équipe poussant tout le monde à la panique et les voter 1 par 1 (Voir paragraphe Fin du jeu), les infectés peuvent, le jour, boire dans des poches de sang sur toute la carte faisant grandir leur Rage, leur permettant de tuer. Seulement, ils doivent s'assurer que personne ne les voit car si une personne s'aperçoit que du sang manque, l'infecté peut être retracé et voté.

## Nuit
Après 5 minutes de préparation, la nuit tombe permettant aux infectés de se transformer et de pouvoir exécuter des personnes, à ce moment-là, les innocents sont vulnérables aux attaques des infectés mais possèdent des objets lumineux pour "chasser" une terreur (nom de la créature infectée) ce qui n'est que provisoire. La nuit se rétablit en rallumant des fusibles.
Un infecté ayant une rage non remplie pendant la nuit peut se transformer mais ne peut que mettre à terre les innocents, pas les exécuter. Cela leur fait gagner de la rage. Si un infecté avec une rage remplie à 100% attaque un joueur, il sera exécuté définitivement du jeu.

## Fin du jeu
Pour causer le fin du jeu, il faut soit:
- Que tous les survivants soient morts
- Que les survivants ouvrent la trappe de secours après avoir tué tous les infectés (ou alors les infectés gagnent)
- Que la dernière zone soit atteinte et que les survivants arrivent à s'échapper
Après la fin du jeu, les rôles sont révélés et les joueurs peuvent rejouer ou arrêter.

## Suite du jeu
Le jeu possède une suite appelée Deceit 2 qui change le gameplay et renforce l'aspect d'insécurité. Il tourne autour d'une mécanique de shop où acheter des pouvoir au lieu des tâches à réaliser dans son prédécesseur. Le jeu est sorti le 14 septembre 2023 et est rendu Free-To-Play le 13 mars 2024. Contrairement à Deceit 1, Deceit 2 a été créé dans Unreal Engine 5.